# Sacred Love
Sacred Love är musikern Stings sjunde studioalbum, utgivet i september 2003. Det nådde tredjeplatsen på Billboard 200.
Stings samarbete med sångerskan Mary J. Blige på låten "Whenever I Say Your Name" belönades med en Grammy för Best Pop Collaboration With Vocals. På albumet medverkar även bland annat flamencogitarristen Vicente Amigo och sitarspelaren Anoushka Shankar.
I april 2004, efter 25 år av genomförda konserter fick Sting för första gången ställa in sin spelning på Globen. Världsturnén nådde istället Sverige och Globen 29 oktober 2004, och Scandinavium  den 30 oktober 2004.

## Låtlista
Samtliga låtar skrivna av Sting.
1. "Inside" - 4:48
2. "Send Your Love" - 4:38
3. "Whenever I Say Your Name" - 5:28
4. "Dead Man's Rope" - 5:44
5. "Never Coming Home" - 5:00
6. "Stolen Car (Take Me Dancing)" - 3:58
7. "Forget About the Future" - 5:13
8. "This War" - 5:31
9. "The Book of My Life" - 6:16
10. "Sacred Love" - 6:03
11. "Send Your Love" - 3:16  (Dave Audé Remix)